# Reichstag zu Worms (966)
Der Reichstag zu Worms 966 war eine Reichsversammlung unter König Otto I. in Worms.

## Kontext
Die Reichsversammlung fand im August 966 statt. Zentraler Ort dürfte die Königspfalz in Worms gewesen sein.

## Inhalt
Zentrales Anliegen der Reichsversammlung in Worms war die Organisation des dritten Italienzugs von Kaiser Otto I. Der schien erforderlich, weil sowohl im Königreich Italien als auch rund um den Papst chaotische Zustände herrschten und die Stellung Otto I. dort sowohl durch den örtlichen Adel, den italienischen König Adalbert II., das Oströmische Reich als auch die Sarazenen bedroht war. Zu der Organisation des dritten Italienzugs von Kaiser Otto I. gehörte auch die Regelung der Stellvertretung im Reich nördlich der Alpen während seiner Abwesenheit. Vertreter in Sachsen wurde Herzog Hermann, im übrigen Reich Erzbischof Wilhelm von Mainz.
Nach Abschluss der Reichsversammlung begab sich Otto I. mit den eingesammelten Truppen über das Elsass und Chur nach Italien.